# Eleições europeias de 2019 em Cascais

## Resultados Oficiais
| Partido                 | Partido                        | Votos   | %               | +/-  |
| ----------------------- | ------------------------------ | ------- | --------------- | ---- |
|                         | Partido Socialista             | 19 294  | 28,12 / 100,00  | 2,30 |
|                         | Partido Social Democrata       | 13 729  | 20,01 / 100,00  | -    |
|                         | CDS – Partido Popular          | 7 646   | 11,15 / 100,00  | -    |
|                         | Bloco de Esquerda              | 6 545   | 9,54 / 100,00   | 4,60 |
|                         | Pessoas–Animais–Natureza       | 5 199   | 7,58 / 100,00   | 4,83 |
|                         | Coligação Democrática Unitária | 3 979   | 5,80 / 100,00   | 6,14 |
|                         | Aliança                        | 2 524   | 3,68 / 100,00   | Novo |
|                         | LIVRE                          | 1 721   | 2,51 / 100,00   | 1,09 |
|                         | Basta!                         | 1 320   | 1,92 / 100,00   | 0,63 |
|                         | Iniciativa Liberal             | 1 026   | 1,50 / 100,00   | Novo |
|                         | Nós, Cidadãos!                 | 821     | 1,20 / 100,00   | Novo |
|                         | Outros (com menos de 1,00%)    | 1 563   | 2,28 / 100,00   |      |
| Votos Inválidos         | Votos Inválidos                | 3 234   | 4,71 / 100,00   | 2,24 |
| Total                   | Total                          | 68 601  | 100,00 / 100,00 |      |
| Eleitorado/Participação | Eleitorado/Participação        | 177 717 | 38,60 / 100,00  | 3,55 |

## Resultados por Freguesia
Os resultados seguintes referem-se aos partidos que obtiveram mais de 1,00% dos votos:
| Freguesia            | %     | %     | %     | %     | %    | %    | %    | %    | %    | %    | %    | Votantes |
| Freguesia            | PS    | PSD   | CDS   | BE    | PAN  | CDU  | A    | L    | B!   | IL   | NC!  | Votantes |
| -------------------- | ----- | ----- | ----- | ----- | ---- | ---- | ---- | ---- | ---- | ---- | ---- | -------- |
| Alcabideche          | 31,53 | 19,08 | 10,18 | 8,91  | 7,10 | 5,45 | 3,45 | 1,64 | 2,00 | 1,13 | 1,20 | 12 044   |
| Carcavelos e Parede  | 27,14 | 20,44 | 9,61  | 10,92 | 8,27 | 5,60 | 4,01 | 3,39 | 1,59 | 1,50 | 1,24 | 17 585   |
| Cascais e Estoril    | 22,43 | 23,64 | 17,68 | 7,80  | 6,86 | 4,28 | 4,38 | 2,54 | 1,88 | 2,09 | 1,10 | 20 920   |
| São Domingos de Rana | 33,41 | 16,01 | 5,72  | 10,63 | 8,05 | 7,99 | 2,69 | 2,19 | 2,25 | 1,05 | 1,26 | 18 052   |
| Cascais              | 28,12 | 20,01 | 11,15 | 9,54  | 7,58 | 5,80 | 3,68 | 2,51 | 1,92 | 1,50 | 1,20 | 68 601   |

#### Alcabideche
| Partido                 | Partido                        | Votos  | %               | +/-  |
| ----------------------- | ------------------------------ | ------ | --------------- | ---- |
|                         | Partido Socialista             | 3 798  | 31,53 / 100,00  | 2,56 |
|                         | Partido Social Democrata       | 2 298  | 19,08 / 100,00  | -    |
|                         | CDS – Partido Popular          | 1 226  | 10,18 / 100,00  | -    |
|                         | Bloco de Esquerda              | 1 073  | 8,91 / 100,00   | 3,90 |
|                         | Pessoas–Animais–Natureza       | 855    | 7,10 / 100,00   | 4,54 |
|                         | Coligação Democrática Unitária | 657    | 5,45 / 100,00   | 6,12 |
|                         | Aliança                        | 416    | 3,45 / 100,00   | Novo |
|                         | Basta!                         | 241    | 2,00 / 100,00   | 0,95 |
|                         | LIVRE                          | 198    | 1,64 / 100,00   | 1,08 |
|                         | Nós, Cidadãos!                 | 145    | 1,20 / 100,00   | Novo |
|                         | Iniciativa Liberal             | 136    | 1,13 / 100,00   | Novo |
|                         | Outros (com menos de 1,00%)    | 360    | 2,99 / 100,00   |      |
| Votos Inválidos         | Votos Inválidos                | 641    | 5,32 / 100,00   | 2,21 |
| Total                   | Total                          | 12 044 | 100,00 / 100,00 |      |
| Eleitorado/Participação | Eleitorado/Participação        | 35 093 | 34,32 / 100,00  | 2,81 |

#### Carcavelos e Parede
| Partido                 | Partido                        | Votos  | %               | +/-  |
| ----------------------- | ------------------------------ | ------ | --------------- | ---- |
|                         | Partido Socialista             | 4 773  | 27,14 / 100,00  | 3,46 |
|                         | Partido Social Democrata       | 3 595  | 20,44 / 100,00  | -    |
|                         | Bloco de Esquerda              | 1 921  | 10,92 / 100,00  | 5,58 |
|                         | CDS – Partido Popular          | 1 690  | 9,61 / 100,00   | -    |
|                         | Pessoas–Animais–Natureza       | 1 455  | 8,27 / 100,00   | 5,27 |
|                         | Coligação Democrática Unitária | 985    | 5,60 / 100,00   | 5,85 |
|                         | Aliança                        | 706    | 4,01 / 100,00   | Novo |
|                         | LIVRE                          | 596    | 3,39 / 100,00   | 1,63 |
|                         | Basta!                         | 279    | 1,59 / 100,00   | 0,37 |
|                         | Iniciativa Liberal             | 264    | 1,50 / 100,00   | Novo |
|                         | Nós, Cidadãos!                 | 218    | 1,24 / 100,00   | Novo |
|                         | Outros (com menos de 1,00%)    | 322    | 1,83 / 100,00   |      |
| Votos Inválidos         | Votos Inválidos                | 781    | 4,44 / 100,00   | 2,55 |
| Total                   | Total                          | 17 585 | 100,00 / 100,00 |      |
| Eleitorado/Participação | Eleitorado/Participação        | 38 776 | 45,35 / 100,00  | 4,70 |

#### Cascais e Estoril
| Partido                 | Partido                        | Votos  | %               | +/-  |
| ----------------------- | ------------------------------ | ------ | --------------- | ---- |
|                         | Partido Social Democrata       | 4 946  | 23,64 / 100,00  | -    |
|                         | Partido Socialista             | 4 692  | 22,43 / 100,00  | 0,06 |
|                         | CDS – Partido Popular          | 3 698  | 17,68 / 100,00  | -    |
|                         | Bloco de Esquerda              | 1 632  | 7,80 / 100,00   | 3,48 |
|                         | Pessoas–Animais–Natureza       | 1 435  | 6,86 / 100,00   | 4,41 |
|                         | Aliança                        | 916    | 4,38 / 100,00   | Novo |
|                         | Coligação Democrática Unitária | 895    | 4,28 / 100,00   | 4,60 |
|                         | LIVRE                          | 532    | 2,54 / 100,00   | 0,77 |
|                         | Iniciativa Liberal             | 437    | 2,09 / 100,00   | Novo |
|                         | Basta!                         | 393    | 1,88 / 100,00   | 0,22 |
|                         | Nós, Cidadãos!                 | 230    | 1,10 / 100,00   | Novo |
|                         | Outros (com menos de 1,00%)    | 369    | 1,76 / 100,00   |      |
| Votos Inválidos         | Votos Inválidos                | 745    | 5,56 / 100,00   | 0,67 |
| Total                   | Total                          | 20 920 | 100,00 / 100,00 |      |
| Eleitorado/Participação | Eleitorado/Participação        | 55 195 | 37,90 / 100,00  | 4,30 |

#### São Domingos de Rana
| Partido                 | Partido                        | Votos  | %               | +/-  |
| ----------------------- | ------------------------------ | ------ | --------------- | ---- |
|                         | Partido Socialista             | 6 031  | 33,41 / 100,00  | 3,53 |
|                         | Partido Social Democrata       | 2 890  | 16,01 / 100,00  | -    |
|                         | Bloco de Esquerda              | 1 919  | 10,63 / 100,00  | 5,40 |
|                         | Pessoas–Animais–Natureza       | 1 454  | 8,05 / 100,00   | 5,06 |
|                         | Coligação Democrática Unitária | 1 442  | 7,99 / 100,00   | 8,36 |
|                         | CDS – Partido Popular          | 1 032  | 5,72 / 100,00   | -    |
|                         | Aliança                        | 486    | 2,69 / 100,00   | Novo |
|                         | Basta!                         | 407    | 2,25 / 100,00   | 1,27 |
|                         | LIVRE                          | 395    | 2,19 / 100,00   | 0,94 |
|                         | Nós, Cidadãos!                 | 228    | 1,26 / 100,00   | Novo |
|                         | Iniciativa Liberal             | 189    | 1,05 / 100,00   | Novo |
|                         | Outros (com menos de 1,00%)    | 512    | 2,83 / 100,00   |      |
| Votos Inválidos         | Votos Inválidos                | 1 067  | 5,91 / 100,00   | 1,49 |
| Total                   | Total                          | 18 052 | 100,00 / 100,00 |      |
| Eleitorado/Participação | Eleitorado/Participação        | 48 653 | 37,10 / 100,00  | 2,43 |